# Gigantengrab von Sa Senepida

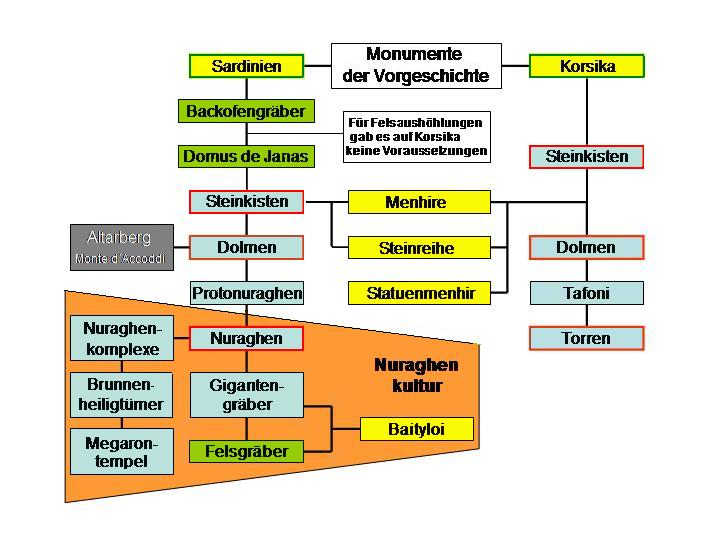
Typenfolge sardischer Megalithen

Das Gigantengrab von Sa Senepida, auch Senipida (italienisch Tomba di giganti Sa Senipida), liegt unterhalb des Hügels mit der gleichnamigen Nuraghe aus Zyklopenmauerwerk, südöstlich von Orgosolo in der Provinz Nuoro auf Sardinien.
Die in Sardu „Tumbas de sos zigantes“ und auf Italienisch (plur.) „Tombe dei Giganti“ genannten Bauten sind die größten pränuraghischen Kultanlagen Sardiniens und zählen europaweit zu den spätesten Megalithanlagen. Die 321 bekannten Gigantengräber sind Monumente der bronzezeitlichen Bonnanaro-Kultur (etwa 2200–1600 v. Chr.), die Vorläuferkultur der Nuragenkultur ist.

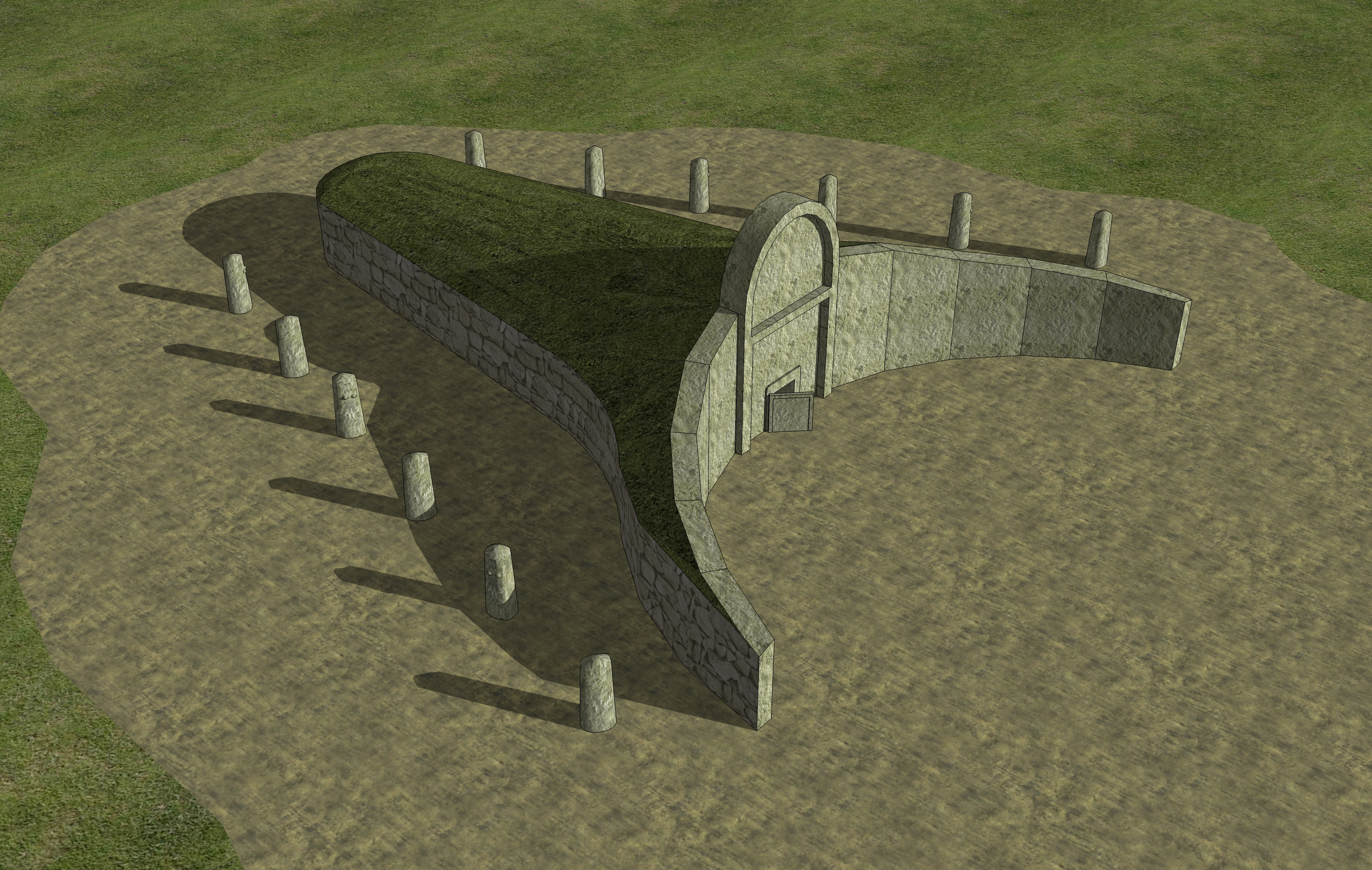
Modell mit phallischer Portalstele und Exedra

## Typenfolge
Baulich treten Gigantengräber in zwei Varianten auf. Die Anlagen mit Portalstelen und Exedra gehören zum älteren nordsardinischen Typ. Bei späteren Anlagen besteht die Exedra statt aus monolithischen Stelen, aus einer in der Mitte deutlich erhöhten Quaderfassade aus bearbeiteten und geschichteten Steinblöcken. Das Gigantengrab von Sa Senepida ist eine Anlage des älteren Typs (mit Portalstele).

## Beschreibung
Die Galerie ist größtenteils mit Erde und Schutt gefüllt, aber eine rechteckige (wie beim Gigantengrab von Oridda) Portalstele mit einer kleinen Öffnung ist intakt. Die Exedra ist in schlechtem Zustand.
Etwa 400 m entfernt liegt das kaum besser erhaltene Gigantengrab von Su Milhosu, ebenfalls mit rechteckiger Portalstele.